# Vukašinović
Vukašinović je prezime koje se javlja u Hrvata, Srba i Crnogoraca. Korijen je osobno ime Vukašin. Poznate osobe ovog prezimena su:
- Darko Vukašinović, crnogorski nogometaš
- Milić Vukašinović, srpski glazbenik
- Miroslav Vukašinović, srpski nogometaš
- Ante Vukašinović, hrvatski stručnjak za proizvodnju svile[1][2]
- Ružica i Josip Vukašinović, roditelji s 16 djece,[3] v. tamburaški sastav Vukašinović
- Vukašinovići, plemićka obitelj u Hrvata (palača Vukašinović)[4]